# 吉川経倫
吉川 経倫（きっかわ つねとも）は、江戸時代中期の周防国岩国領7代領主。

## 生涯
延享3年（1746年）5月13日、徳山藩5代藩主・毛利広豊の九男として江戸の今井谷邸で生まれる。元服後は毛利豊房と名乗った。
岩国領6代当主・吉川経永の男子がいずれも夭折したため、宝暦8年（1758年）に経倫が岩国領の継嗣として迎えられる。宝暦12年（1762年）に幕府の許可を得て経永との養子縁組が行われ、明和元年（1764年）10月3日に経永が死去したため家督を継いだ。
経倫の治世は、先代までの領財政の窮乏が積み重なり、破綻寸前の危機的状況にあった。その上幕府の普請に借り出されたり、錦川では水害が発生したり、岩国の陣屋町では大火災が発生したりと苦難が相次いだ。
寛政4年（1792年）に長男の経忠に家督を譲って隠居し、翌寛政5年（1793年）には新築された隠居館の昌明館に移る。
享和3年（1803年）9月7日に死去した。

## 系譜
- 父：毛利広豊（1709-1773） - 徳山藩5代藩主。
- 母：美保子 - 家女房
- 養父：吉川経永（1714-1764） - 岩国領6代領主。
- 正室：多芽（1755-1776） - 播磨国小野藩主・一柳末栄の娘。安永5年5月18日（1776年7月3日）に死去。享年22。周防国岩国の洞泉寺吉川家墓所に葬られる。法号は華厳院梅玉妙聯。
  - 次女：順子（1773-1782） - 別名は篤子。天明2年8月3日（1782年9月9日）に死去。享年10。周防国岩国の洞泉寺吉川家墓所に葬られる。法号は真如院妙顔。
  - 次男：吉川吉五郎（1776-1777） - 安永6年9月23日（1777年10月23日）に死去。享年2。周防国岩国の洞泉寺吉川家墓所に葬られる。法号は崑岳良讃。
- 側室：高木氏（?-1824） - 高木采女の娘。文政6年12月5日（1824年1月5日）に死去。周防国玖珂郡川西村の龍護寺（後の清泰院）に葬られる。法号は梅信院現成日珠。
  - 長男：吉川経忠（1766-1803） - 岩国領8代領主。
- 側室：吉川家家臣・粟屋盛定（郡右衛門）の娘。
  - 長女：万千代（1770-1774） - 安永3年3月2日（1774年4月12日）に死去。享年5。周防国岩国の洞泉寺吉川家墓所に葬られる。法号は英雅。
- 側室：吉川家家臣・大崑直澄（九郎兵衛）の娘
  - 三女：勝子（1780-1791） - 寛政3年6月13日（1791年7月13日）に死去。享年12。周防国玖珂郡川西村の清泰院に葬られる。法号は仙寿院倍香。
  - 三男：大島義言（1781-1801） - 初名は菊川倫章。通称は玖珂次郎。旗本となった叔父・大島義順の養子となる。享和元年8月6日（1801年9月13日）に死去。享年21。江戸麻布の天真寺に葬られる。法号は大興院藤屋久昌。